# Округ Старк (Охајо)
Старк (енгл. Stark County) је округ у америчкој савезној држави Охајо.

## Демографија
По попису из 2010. године број становника је 375.586, што је 2.512 (-0,7%) становника мање него 2000. године.
| Група             | 2000.           | 2010.           |
| Белци             | 339.010 (89,7%) | 329.497 (87,7%) |
| Афроамериканци    | 27.219 (7,2%)   | 28.537 (7,6%)   |
| Азијати           | 2.059 (0,5%)    | 2.764 (0,7%)    |
| Хиспаноамериканци | 3.492 (0,9%)    | 5.965 (1,6%)    |
| Укупно            | 378.098         | 375.586         |